# Попешти (Сапата)
Попешти (рум. Popești) насеље је у Румунији у округу Арђеш у општини Сапата. Oпштина се налази на надморској висини од 274 m.

## Становништво
Према подацима из 2011. године у насељу је живело 315 становника.